# Arteriola aferent del glomèrul
Les arterioles aferents són un grup de vasos sanguinis que subministren sang als nefrons en molts sistemes urinaris. Tenen un paper important en la regulació de la pressió arterial com a part del mecanisme de retroalimentació tubuloglomerular.
Les arterioles aferents s'originen en les ramificacions de l'artèria renal, que subministra sang als ronyons.
Les arterioles aferents finalitzen en els capil·lars del glomèrul.